# Markt von Taibesi

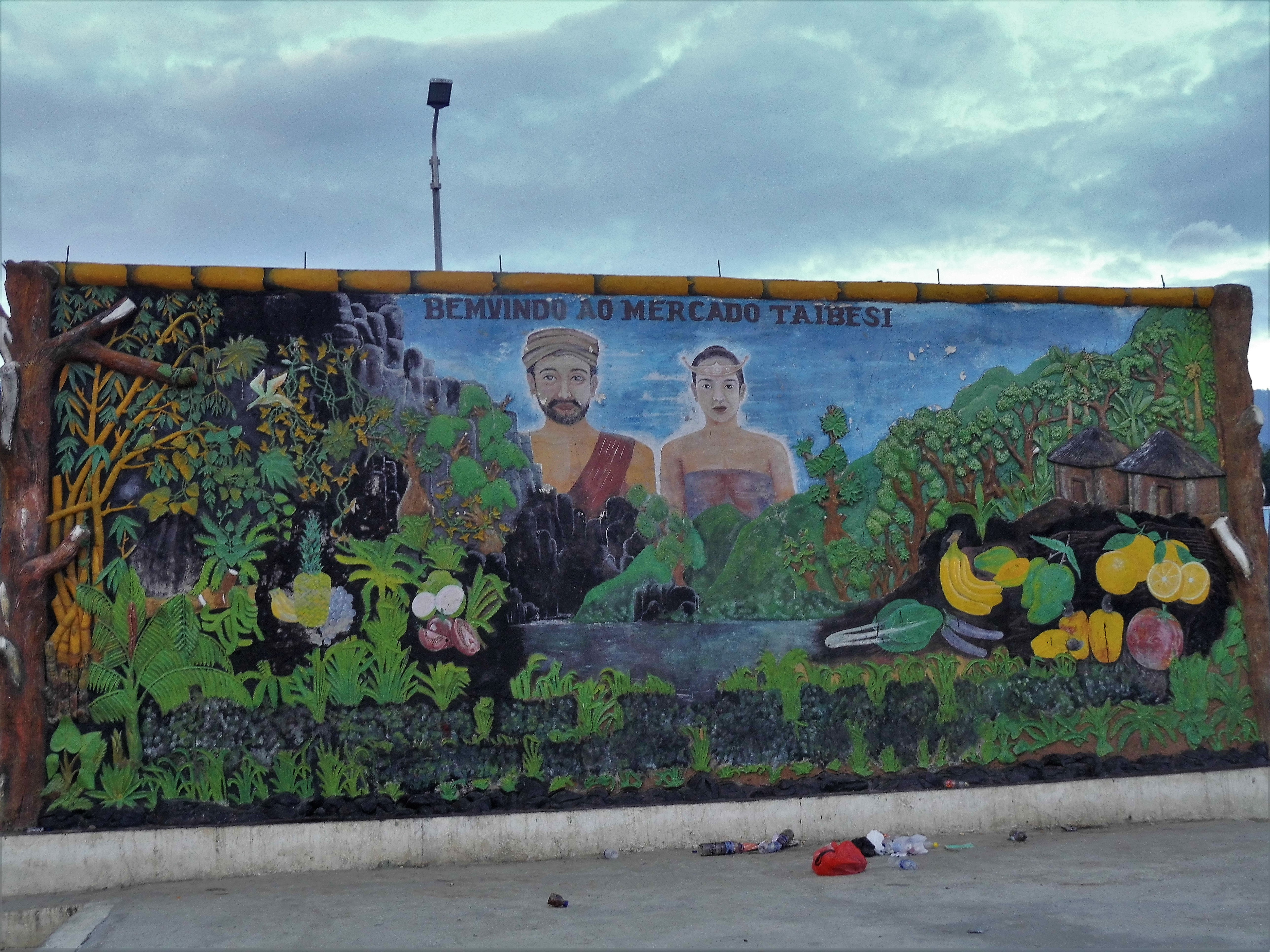
Markt von Taibesi (2018)

Der Markt von Taibesi (portugiesisch Mercado Taibesi) ist der größte Markt der osttimoresischen Landeshauptstadt Dili. Er befindet sich in der Aldeia Monumento Calma im Norden des Sucos Lahane Oriental (Verwaltungsamt Nain Feto, Gemeinde Dili).

## Geschichte

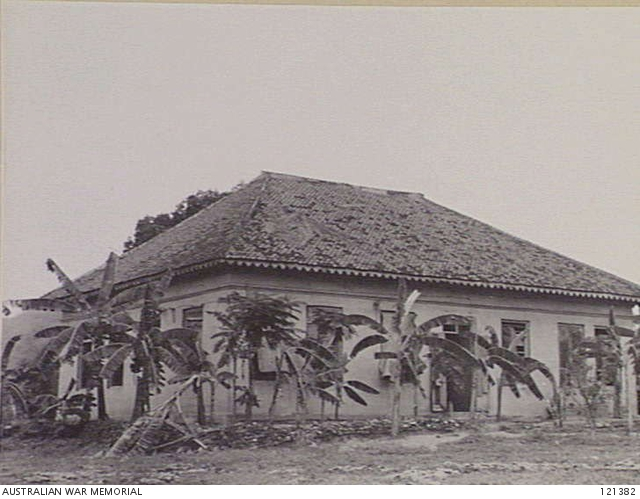
Portugiesisches Militärgebäude in Taibesi (1945)

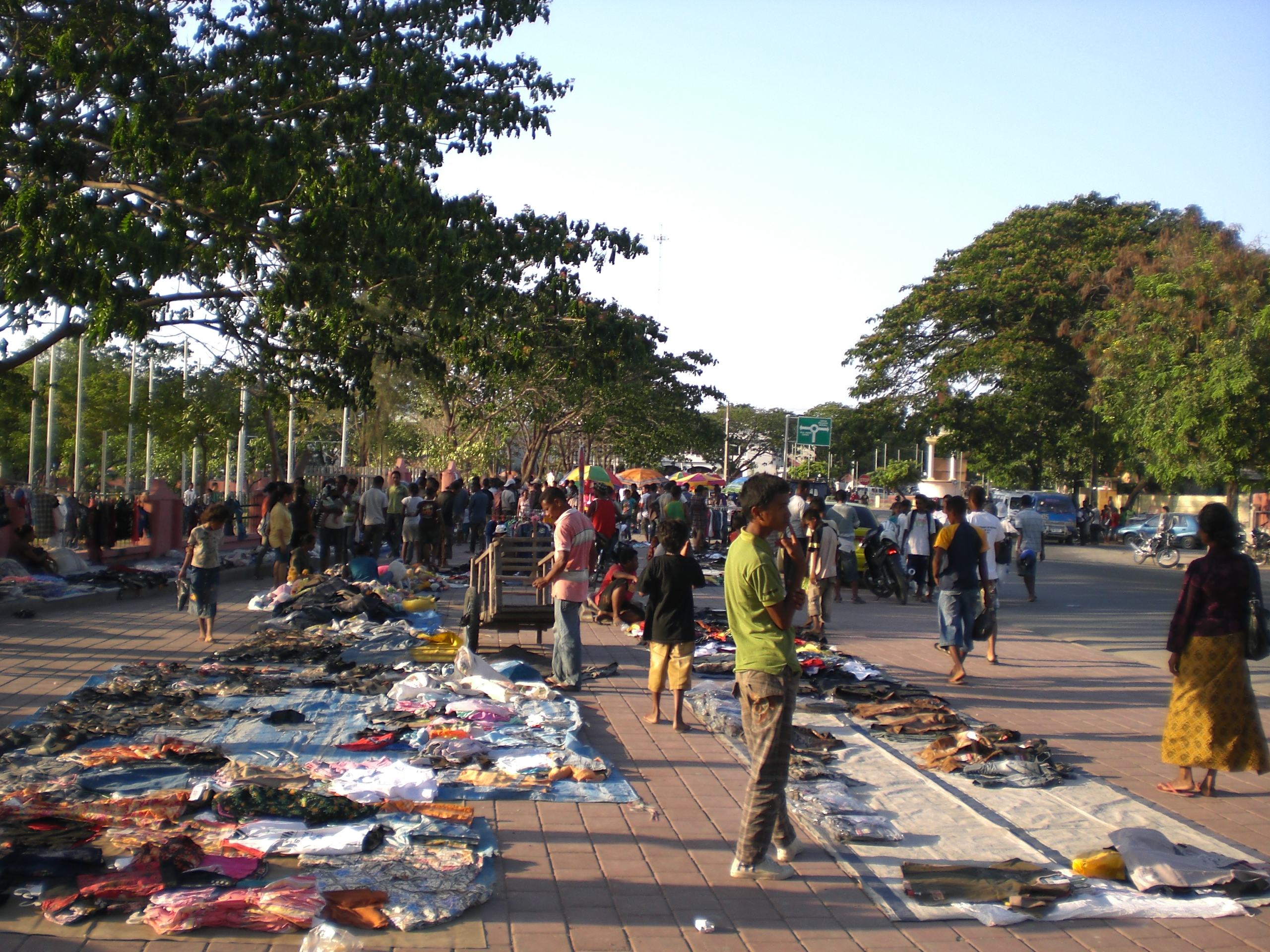
Straßenhändler beim alten Mercado Municipal (2009)

Ursprünglich befand sich der Stadtmarkt von Dili in Borohun an der Avenida Bispo Medeiros. Die Händler hatten ihre Verkaufsflächen in dem  kolonialen Marktgebäude, das von den Portugiesen nach dem Zweiten Weltkrieg errichtet worden war. Während der indonesischen Gewaltwelle vor ihrem Abzug 1999 wurde das koloniale Marktgebäude bis auf die Fassade des Portals völlig zerstört. Nur die Vorderfront des Gebäudes blieb stehen, die Marktleute boten ihre Waren dann auf dem Boden des Geländes an. Im Mai 2000 wurde der Markt aus hygienischen Gründen geschlossen und der Markt von Taibesi gegründet.
Die Fläche für den neuen Markt war ursprünglich das Trainingszentrum (portugiesisch Centro de Instrução) der portugiesischen Armee. Gegenüber befand sich das Armeehauptquartier der Kolonie. Während der japanischen Besatzung Portugiesisch-Timors im Zweiten Weltkrieg (1942–1945) diente hier ein Haus konspirativen Treffen zwischen australischen Soldaten und portugiesischen Unterstützern. Nach dem Ende des Krieges entstand in Taibesi ein Sammelplatz für japanisches Kriegsmaterial. Über 1000 Fahrzeuge wurden hier gelagert und verschrottet. Im Bürgerkrieg in Osttimor 1975, der zum Abzug der Portugiesen führte, besetzten FRETILIN-Kämpfern am 20. August das Armeehauptquartier. Hier richteten sie auch ihr Hauptgefängnis für Anhänger der gegnerischen UDT und APODETI ein. Nach der indonesischen Invasion musste die FRETILIN Taibesi im Dezember räumen. Der Stützpunkt wurde dann von der indonesischen Armee genutzt. Für den neuen Markt machte die UN-Verwaltung das Trainingszentrum mit Bulldozern dem Erdboden gleich und es entstanden auf dem Gelände Stände für die Marktleute. 2006 zerstörte ein Feuer den Markt und man baute ihn als „Ai-Laran-Markt“ (tetum für „Glattechsen-Markt“) am Stadtrand an der Straße nach Lahane und Dare wieder auf. Da sich hier die hygienischen Bedingungen sehr stark verschlechterten, wurde der Markt später wieder an seinen alten Platz in Taibesi zurückverlegt.

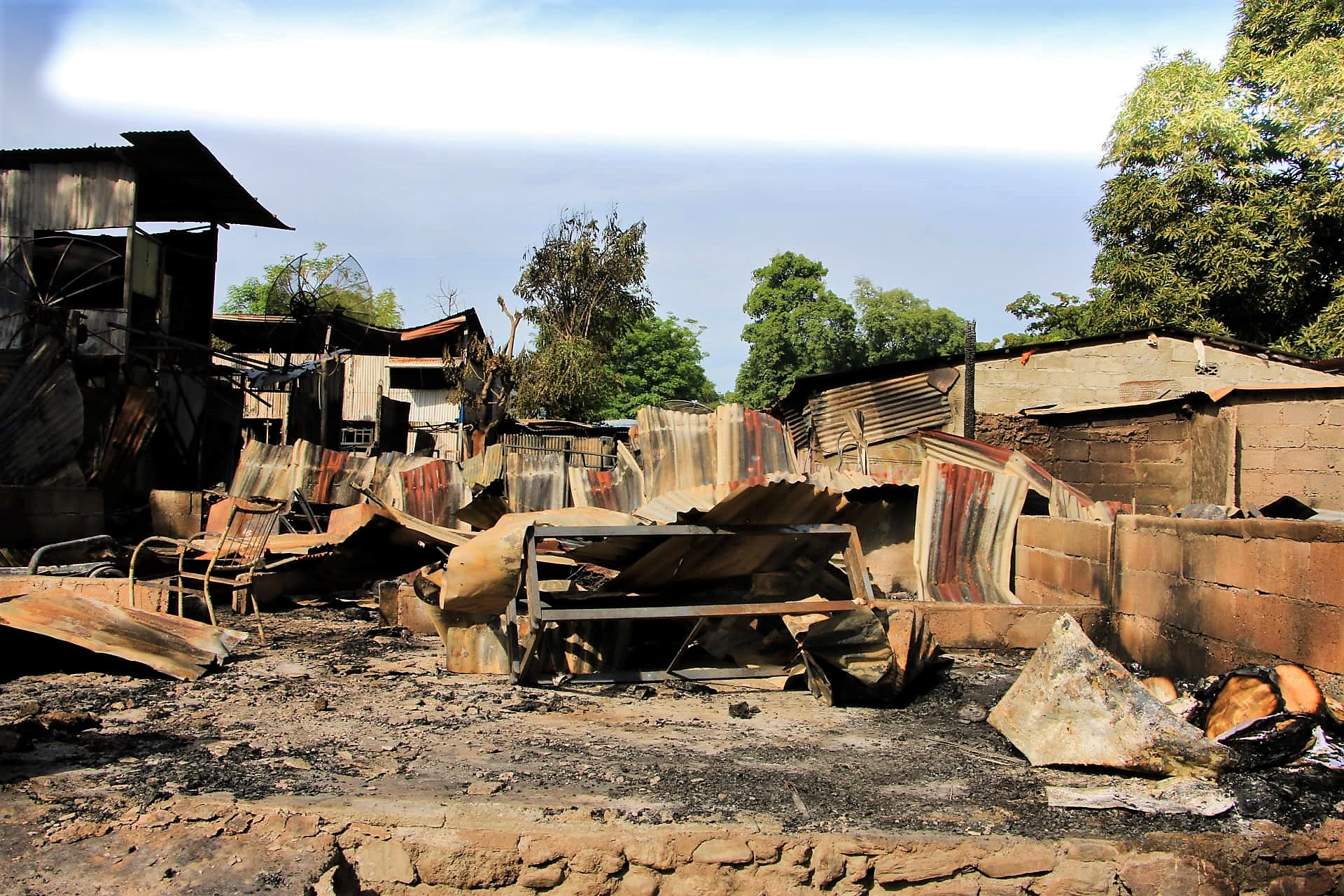
Nach dem Brand 2022

Am 22. Dezember 2022 kam es zu einem Feuer, das die Marktstände von 53 Familien zerstörte. Am 10. Januar 2023 brannte es erneut.